# 格里氏小油鯰
格里氏小油鯰，為輻鰭魚綱鯰形目鼬鯰科的其中一種，為熱帶淡水魚，分布於南美洲法屬圭亞那Maroni河流域，體長可達5.8公分，棲息在岩石底質溪流底層水域，生活習性不明。

## 扩展阅读
維基物種上的相關：格里氏小油鯰